# 썬 킴
썬 킴(Sun Kim(본명: 김선영), 1971년 7월 10일~)은 대한민국의 대학 교수, 개그맨이자 코미디언이고, 방송인 출신으로 라디오 및 TV 방송 진행자이기도 하다.
대한민국 서울특별시 마포구에서 출생하였으며, 지난날 한때 미국 캘리포니아주 로스앤젤레스에서 잠시 유아기를 보낸 적이 있고, 그 후 귀국하여 대한민국의 부산직할시(현재의 부산광역시)의 해운대구에서 성장하였으며, 1984년 부산영도국교와, 1987년 부산성지중학교를 졸업하고 1988년 고등학교 2학년 시절 또다시 미국 유학을 떠난 그는 2년 훗날 1990년 이후의 미국에서 대학교와 대학원을 유학한 후 워너 브러더스 기획과 인턴 직원, 실버 픽쳐스 기획과 인턴 직원 등을 거쳐, 신프로덕션 연출부 등에서 직무한 전력이 있고 1994년 영화 《증발》에 단역으로 출연, 이후 현재 방송인, 희극배우, 대학 교수 등으로 활약하고 있다. 그의 본관은 광산(光山)으로 17세기 시대의 조선 효종 치세 중엽에 전직 형조판서 등을 지낸 1650년대의 문관 관료 출신의 창주 김익희(滄洲 金益熙, 1610년 음력 3월 5일 ~ 1656년 음력 윤 4월 8일)의 12대 후손이다.

## 주요 이력
- 워너 브라더스 기획과 인턴 직원
- 실버 픽쳐스 기획과 인턴 직원
- 대한민국 신 프로덕션 연출부 직원

## 학력
- 미국 로욜라 메리마운트 대학교 영화학과 학사
- 미국 서던 캘리포니아 대학교 대학원 언론학 석사
- 한국외국어대학교 대학원 TESOL영어교육학과 박사과정

## 출연작

### 영화
- 1994년 《증발》

### TV 프로그램
- 2002년 : KBS 프로그램 《슈퍼 TV 일요일은 즐거워》
- 2003년 : EBS 《Inside Culture 문화，문화인》
- 2003년 : MBC 프로그램 《웹 투나잇》
- 2003년 : SBS 프로그램 《세븐 데이즈》
- 2006년 : KBS 프로그램 《폭소 클럽》
- 2008년 : KBS 월드 《KBS 월드 뉴스투데이》 방송인 니모 킴 앵커의 휴가로 2008년 8월 11일 ~ 2008년 10월 31일까지 대신 진행
- 2008년 : EBS 《토크 앤 이슈》
- 2009년 : OBS 프로그램 《전격 TV 소환》
- 2009년 : 아리랑TV 프로그램 《아리랑 TV 스페셜》
- 2013년 : JTBC 프로그램 《썰전》
- 2013년 : SBS 프로그램 《좋은 아침》
- 2013년 : MBC 프로그램 《기분 좋은 날》
- 2015년 : EBS e 《썬킴의 쿠킹 클래스》진행
- 2020년 : 채널A 이제 만나러 갑니다-고정
- 2021년 : SBS Plus 돈되지 -고정
- 2023년  ~: JTBC 프로그램 《톡파원 25시》- 반 고정 패널

### 라디오 프로그램(진행, 출연)
- 2006년 ~ EBS 《English Go Go》 ... 진행
- 2009년 ~ 2013년 EBS 《EBS 월드뉴스》 ... 진행
- 2016년 ~ CBS 굿모닝뉴스 박재홍입니다 《굿모닝 월드》 ... 출연
- 2019년 ~ TBS 교통방송 김어준의 뉴스공장 《브리핑 English Time》 ... 출연
- 2019년 ~ SBS 러브FM 신혜성의 음악 오디세이 《썬킴의 다 아는 영화》 ... 출연
- 2021 ~ KBS 황정민의 뮤직쇼 《문화쌀롱》 ...  출연